# Briefmarken-Jahrgang 1972 der Deutschen Bundespost Berlin
Der Briefmarken-Jahrgang 1972 der Deutschen Bundespost Berlin umfasst 17 Sondermarken und zwölf Dauermarken.
Die Briefmarken dieses Jahrganges waren bis zum 31. Dezember 1991 frankaturgültig.
Der Nennwert der Marken betrug 14,65 DM; dazu kamen 1,50 DM als Zuschlag für wohltätige Zwecke.
Mit diesem Jahrgang wurde die seit 1970 ausgegebene Dauermarkenserie „Bundespräsident Gustav Heinemann“ mit sechs neuen Werten fortgesetzt. Fünf Marken dieser Serie erschienen bis auf den Nennwert zu 15 Pfennig am gleichen Tag auch mit der Aufschrift Deutsche Bundespost. Der Ausnahmewert war das Porto für eine Postkarte innerhalb Berlins. Ergänzt wurde auch die Dauermarkenserie Unfallverhütung mit sechs neuen Werten.
Drei Briefmarken wurden in einem für Berliner Ausgaben ungewöhnlich großem Format gedruckt. Darunter ist ein Gemälde von Max Liebermann, der mit einer zusätzlichen Ausgabe zu seinem 125. Geburtstag geehrt wurde.

## Liste der Ausgaben und Motive
Legende
- Bild: Eine bearbeitete Abbildung der genannten Marke. Das Verhältnis der Größe der Briefmarken zueinander ist in diesem Artikel annähernd maßstabsgerecht dargestellt. Sollten keine Marken abgebildet sein, liegt es daran, dass das Urheberrecht des Künstlers noch nicht erloschen ist.
- Beschreibung: Eine Kurzbeschreibung des Motivs und/oder des Ausgabegrundes. Bei ausgegebenen Serien oder Blocks werden die zusammengehörigen Beschreibungen mit einer Markierung versehen eingerückt.
- Wert: Der Frankaturwert der einzelnen Marke in Pfennig. Ein „+“ bedeutet, dass es sich um eine Zuschlagsmarke handelt (= Frankaturwert + Spende).
- Ausgabedatum: Das Datum des erstmaligen Verkaufs dieser Briefmarke.
- Auflage: Soweit bekannt, wird hier die zum Verkauf angebotene Anzahl dieser Ausgabe angegeben.
- Entwurf: Soweit bekannt, wird hier angegeben, von wem der Entwurf dieser Marke stammt.
- Mi.-Nr.: Diese Briefmarke wird im Michel-Katalog unter der entsprechenden Nummer gelistet.

| Sondermarken | |                  |                       |                          |                        |                      |
| Bild         | Beschreibung                                                                                                 | Werte in Pfennig | Ausgabe- datum (1972) | Auflage                  | Entwurf                | Mi.-Nr.              |
|              | Für die Jugend 1972: Tierschutz - Keine Vogelnester ausrauben!                                               | 10+5             | 4. Februar            | 2.820.000                | Holger Börnsen         | 418                  |
|              | - Junge Katzen nicht ertränken!                                                                              | 25+10            | 4. Februar            | 2.752.000                | Holger Börnsen         | 419                  |
|              | - Tiere nicht schlagen!                                                                                      | 30+15            | 4. Februar            | 2.755.000                | Holger Börnsen         | 420                  |
|              | - Besonders nachts auf Tiere achten!                                                                         | 60+30            | 4. Februar            | 2.741.000                | Holger Börnsen         | 421                  |
|              | 200. Geburtstag von Friedrich Gilly                                                                          | 30               | 4. Februar            | 7.500.000                | Bundesdruckerei Berlin | 422                  |
|              | Gemälde: Berliner Landschaften - „Am Grunewaldsee“, Alexander von Riesen                                     | 10               | 14. April             | 20.350.000               | Bundesdruckerei Berlin | 423                  |
|              | - „Am Wannsee“, Max Liebermann                                                                               | 25               | 14. April             | 10.890.000               | Bundesdruckerei Berlin | 424                  |
|              | - „Am Schlachtensee“, Walter Leistikow                                                                       | 30               | 14. April             | 10.250.000               | Bundesdruckerei Berlin | 425                  |
|              | 150. Todestag von E. T. A. Hoffmann                                                                          | 60               | 18. Mai               | 6.375.000                | Joachim Hans Hiller    | 426                  |
|              | 125. Geburtstag von Max Liebermann Selbstbildnis                                                             | 40               | 18. Juli              | 10.980.000               | Bundesdruckerei Berlin | 434                  |
|              | Wohlfahrtsmarken 1972: Schachfiguren aus der Fayencemanufaktur Gien, der „St.-Georgs-Figurensatz“ - Springer | 20+10            | 5. Oktober            | 6.868.000                | Heinz Schillinger      | 435                  |
|              | - Turm | 30+15            | 5. Oktober            | 5.644.000                | Heinz Schillinger      | 436                  |
|              | - Dame | 40+20            | 5. Oktober            | 6.221.000                | Heinz Schillinger      | 437                  |
|              | - König | 70+35            | 5. Oktober            | 4.074.000                | Heinz Schillinger      | 438                  |
|              | Tag der Briefmarke Farbwerk, Druckzylinder und Papierbahn einer Stichtiefdruck-Rotationsmaschine             | 20               | 20. Oktober           | 24.950.000               | Ernst Finke            | 439                  |
|              | 150. Todestag von Karl August von Hardenberg Gemälde von Johann Heinrich Wilhelm Tischbein                   | 40               | 10. November          | 9.630.000                | Bundesdruckerei Berlin | 440                  |
|              | Weihnachtsmarke 1972 Die „Heilige Familie“                                                                   | 20+10            | 10. November          | 5.178.000                | Max Eugen Cordier      | 441                  |
| Dauermarken  | |                  |                       |                          |                        |                      |
| Bild         | Beschreibung                                                                                                 | Werte in Pfennig | Ausgabe- datum (1972) | Auflage Berlin, Bund     | Entwurf                | Mi.-Nr. Berlin, Bund |
|              | Dauermarkenserie: Bundespräsident Gustav Heinemann                                                           | 15               | 20. Juni              | 36.000.000               | Karl Hans Walter       | 427                  |
|              | - Bundespräsident Gustav Heinemann                                                                           | 120              | 8. März               | 6.946.000 46.661.000     | Karl Hans Walter       | 395 691              |
|              | - Bundespräsident Gustav Heinemann                                                                           | 130              | 20. Juni              | 4.645.000 21.995.000     | Karl Hans Walter       | 429 728              |
|              | - Bundespräsident Gustav Heinemann                                                                           | 150              | 5. Juli               | 7.154.000 67.705.000     | Karl Hans Walter       | 431 730              |
|              | - Bundespräsident Gustav Heinemann                                                                           | 160              | 8. März               | 4.342.000 26.628.000     | Karl Hans Walter       | 396 692              |
|              | - Bundespräsident Gustav Heinemann                                                                           | 170              | 11. September         | 5.139.000 35.738.000     | Karl Hans Walter       | 432 731              |
|              | Dauermarkenserie: Unfallverhütung - Sturz durch defekte Leiter                                               | 10               | 8. März               | 40.880.000 300.405.000   | Förtsch und Baumgarten | 403 695              |
|              | - Gefahr durch Kreissäge                                                                                     | 20               | 5. Juli               | 51.878.000 58.200.000    | Förtsch und Baumgarten | 404 696              |
|              | - Sicherung durch Schutzhelm                                                                                 | 30               | 8. März               | 48.673.000 746.741.000   | Förtsch und Baumgarten | 406 698              |
|              | - Gefahr durch defekten Stecker                                                                              | 40               | 20. Juni              | 36.052.000 1.316.504.000 | Förtsch und Baumgarten | 407 699              |
|              | - Gefahr durch schwebende Last                                                                               | 100              | 5. Juli               | 13.840.000 222.460.000   | Förtsch und Baumgarten | 410 702              |
|              | - Absperrung bei Sturzgefahr                                                                                 | 150              | 11. September         | 6.985.000 80.085.000     | Förtsch und Baumgarten | 411 703              |